# Grafen von Plain

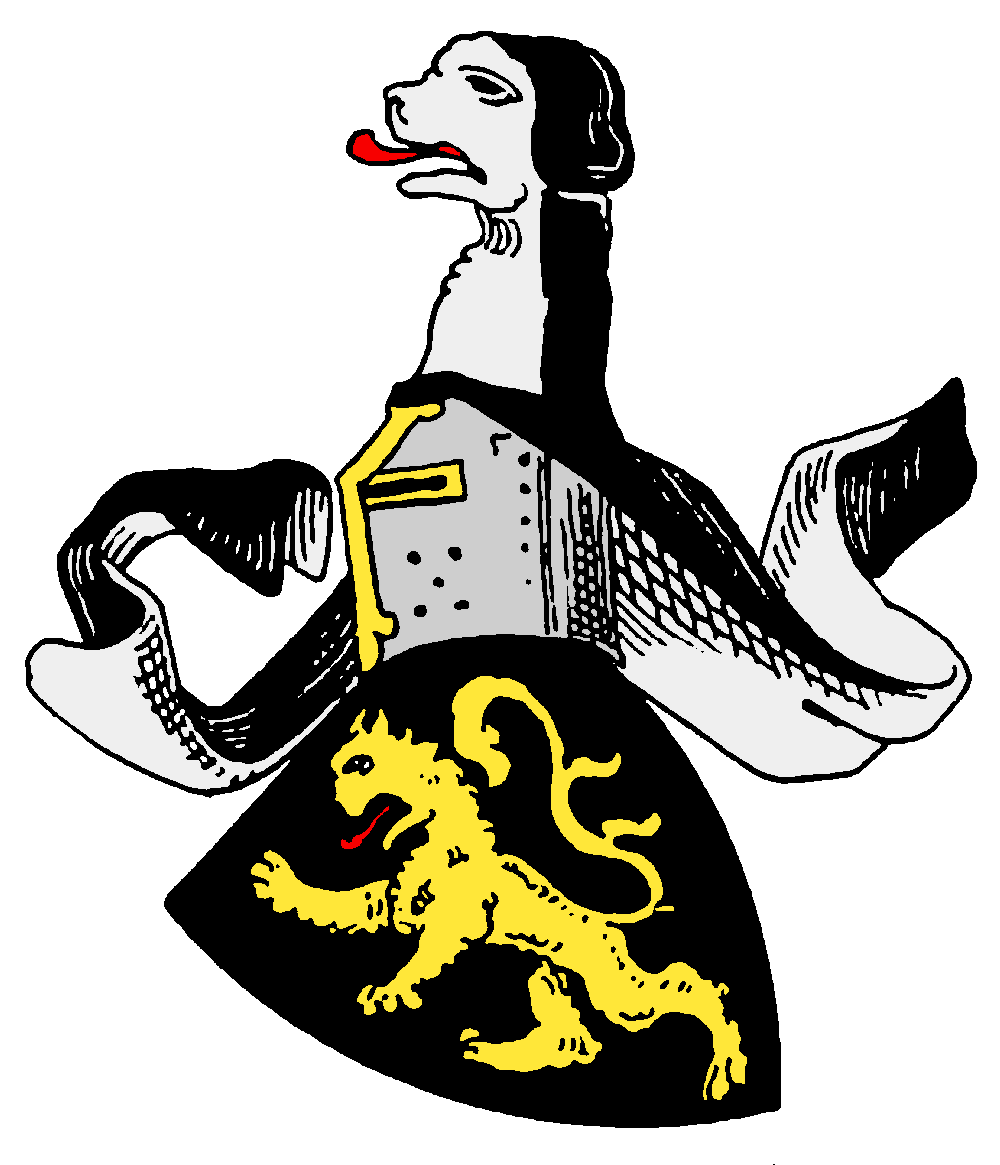
Wappen der Grafen von Plain

Die Grafen von Plain (von Pleien, Pleyen, Blainn, Plagen, Plaigen, Pleigin; de Plagio, de Plagin, de Plaie, de Pleige; auch: die Plainer) kamen bereits vor 800 n. Chr. von Frankreich ins Noricum. Dort teilten sie sich in vier Stämme auf, die sich vorwiegend im Salzburger und Reichenhaller Raum verbreiteten.

## Wappen
Blasonierung: Das Wappen zeigt in Schwarz einen goldenen Löwen; auf dem Helm mit schwarz-silbernen Decken ein von Silber und Schwarz gespaltener Brackenrumpf.

## Bekannte Plainer
Werigand († 31. Oktober 1122/23) erbaute um das Jahr 1100 die Burg Plain. Er nahm 1108 den Namen seiner Burg an und war der erste Graf von Plain. 1123 stiftete er noch das spätere Kloster Höglwörth.
Die Nachfolge trat sein Sohn Liutold I.(† 23. Jänner 1164) an, der den Titel bis in das Jahr 1164 innehatte. Ihm wurde auch das Amt des Vogts von St. Peter in Salzburg und von Frauenchiemsee verliehen. 
Im Auftrag Barbarossas zogen die Plainer 1167 unter Liupolt (1135/40–1193), Sohn von Liutold I., gegen Salzburg. Sie verwüsteten die Stadt und die Festung, um die Reichsacht zu vollziehen. Auch unter Liupolt wurde der Einfluss der Plainer vergrößert. Er wurde 1187/88 Graf von Hardegg; somit nannten sich alle weiteren Generationen „Grafen von Plain und Hardegg“. 1190 wurde er als Vogt von Berchtesgaden erwähnt.
Nach seinem Tod 1193 übernahm sein jüngerer Bruder Heinrich I. († 30. Oktober 1193/97) die Amtsgeschäfte und wurde auch Vogt von Herrenchiemsee. 
Konrad I. – Sohn Heinrichs I. – (* 1180; † 4. April 1250) führte eine unauffällige Grafschaft. Unklar ist, ob Konrad II. († 1249/50) der Sohn von Konrad I. war oder möglicherweise mit diesem identisch. 
Der Nachfolger Otto II. (* um 1225; † 26. Juni 1260) wird als Graf von Plain (1250–1260) sowie ab 1251 auch als Graf von Hardegg genannt. Sein jüngerer Bruder Konrad III. (* 1230; † 26. Juni 1260) war auch Vogt von Höglwörth. 
1254 belehnte König Ottokar II. Otto und Konrad mit Stadt und Herrschaft Retz.
Beide fielen 1260 bei Staatz/Laa gegen die Ungarn, worauf ein Großteil der Besitztümer (wie der spätere Rupertiwinkel) an das Erzstift Salzburg und die Vogtei über Michaelbeuern an das Schaunberger Geschlecht ging. Die steirischen Besitzungen wurden hauptsächlich von den Grafen von Pfannberg geerbt.
Mit Otto und Konrad verschwand 1260 das Geschlecht unter den Ministerialen.

## Stammliste der Grafen von Plain und Hardegg (1108–1260)
Die mangelhafte, oft fehlerhafte Quellenlage betrifft den gesamten Zeitraum aller Familienzweige. Gesicherte Daten sind urkundlich genannt, Geburts- und Sterbedaten o. g. Zeiträume jedoch oft ungesichert und nach höchstmöglicher Wahrscheinlichkeit der oft abweichenden Datenquellen unter Vorbehalt zu betrachten. Es bleiben genealogische Details, sogar die Zuordnung von Mitgliedern des Hauses, ungeklärt.
Der erste bekannte Vertreter des Hauses war Werigand, Graf von Plain (1108), Vogt von Gurk, urkundlich 1097, († 31. Oktober (1123)); ⚭ () N.N. Sie hatten folgende Nachkommen:
A1. Liutold I., Graf von Plain (um 1130), Vogt von St. Peter in Salzburg und Frauenchiemsee (um 1135), urkundlich 1126–1132, († 22. Januar 1164); ⚭ I: () N.N.; ⚭ II: () Jutta von Österreich (* (1115/1120); † 22. November vor 1170; ▭ im Stift Göttweig), Tochter von Markgraf Leopold III. von Österreich (1073–1136) und Agnes von Waiblingen (1072–1143)
B1. [I] Liutold II., Graf (1149), Graf von Plain (1159), urkundlich 1135, († nach 27. August 1160)
B2. [II] Liutpold, Graf (1155), Graf von Plain (1167), Graf von Hardegg (1188), Vogt von Berchtesgaden (um 1190), urkundlich 1155 bis 1193, († 17. Juni (1193)); ⚭ (1164) Ida von Burghausen (Sieghardinger), († 20. Januar (nach 1210)), Tochter von Graf Gebhard I. von Burghausen (–1164) und Sophie von Wettin (–nach 1190)
C1. Liutold III., Graf von Hardegg (1198), Graf von Plain (1203), Vogt von Göttweig (um 1205), Vogt von Michaelbeuern (1213), (* um 1175; ⚔ 27. August 1219 in Treviso; ▭ in Höglwörth); ⚭ () [unsicher] Heilwig von Leuchtenberg, Tochter von Gebhard II. von Leuchtenberg (–1168) und N.N. (–)
D1. Liutold IV., puer (Kind/Knabe) (1219), Graf von Plain (1231), Graf von Hardegg (1237), Vogt von Michaelbeuern, († (6./8.) November 1248); ⚭ () Euphemia († 9. Februar ...)
D2. Heilwig, urkundlich 1231, († 15. Februar nach 1256); ⚭ () Graf Heinrich II. von Schaunberg († 25. Juli (1276–1281)), Sohn von Werinhart I. von Schaunberg (–nach 1221) und N.N. (–)
C2. Gebhard I., Domherr (1210), Elekt (1222), Bischof von Passau (1223), resigniert (1232), (* um 1195; † 10. Oktober 1232),
C3. Sophia, urkundlich 1197 bis (1210), († 12. Oktober (nach 1210)); ⚭ () Graf Otto von Spanheim-Lebenau (* um 1170; † 8. März (1205)), (⚭ I: () Euphemia von Dornberg († 14. November (1200)), Tochter von Graf Wolfram III. von Dornberg (–nach 1171) und Euphemia N.N. (–)), Sohn von Siegfried II. von Lebenau (–(1163)) und Mathilde von Valley, Wittelsbach, (–(1195))
C4. Tochter, Nonne in Admont (um 1180)
B3. [II] Kunigunde, Nonne im Frauenkloster Admont (um 1160)
B4. [II] Bertha, Nonne im Frauenkloster Admont, († 1. April ....)
B5. [II] Heinrich I., Graf von Plain (1175), Graf von Hardegg (1188), Vogt von Frauenchiemsee (um 1178), urkundlich 1167, († 30. Oktober (1196)); ⚭ (vor 1177) Agnes von Wittelsbach, urkundlich 1197, († (1200)), Tochter von Herzog Otto I. von Bayern (um 1117–1183) und Gräfin Agnes von Loon (1150–1191/1192)
C1. Otto I., Graf von Plain (1196), († 23. August (1197))
C2. Konrad I., Graf von Plain (1197), Graf von Hardegg (1200), urkundlich 1192 bis 1249. (* 1180; † 4. April (1250)); ⚭ I: () N.N., urkundlich 1220; ⚭ II: () Bertha N.N. († 1247)
D1. [II] Otto II., Minorenn (1242–1249), Graf von Plain (1250), Graf von Hardegg (1251), (* um 1225; †† ⚔ (26./27.) Juni 1260 bei Staatz gegen die Ungarn); ⚭ () Willibirg von Helfenstein († 27. August 1314), (⚭ II: () Burggraf Heinrich von Dewin († 1270); ⚭ III: (vor 4. März 1277) Graf Berthold von Schwarzburg zu Rabenswald († 7. August 1312), Sohn von Albert I. von Schwarzburg zu Kevernburg-Wiehe-Rabenswald (–1255) und N.N.), Tochter von Graf Ulrich II. von Helfenstein (–1294) und Gräfin Willibirg von Dillingen (–vor 1268)
D2. [II] Konrad III., Minorenn (1242–1249), Graf von Plain (1250), Graf von Hardegg (1254), Vogt von Höglwörth, (* 1230; †† ⚔ (26./27.) Juni 1260 bei Staatz gegen die Ungarn); ⚭ () [unsicher] Offmei (Euphemia) von Ortenburg († nach 1292), Tochter von Hermann II. von Ortenburg (–)
→ Geschlecht der Grafen von Plain und Hardegg im Mannesstamm erloschen
D3. [II] Euphemia, († nach 1. Mai 1292); ⚭ (1254) Graf Hermann I. von Ortenburg († 19. Mai 1265), (⚭ I: () Gräfin Elisabeth von Heunburg († nach 1239), Tochter von Gero II. von Heunburg (–(1220)) und Elisabeth von Ortenburg (–)),Sohn von Graf Otto II. von Ortenburg (–nach 1197) und Brigitte von Ortenburg (–(1192/1197))
D4. [II] Maria, († nach 20. März 1299); ⚭ () Ulrich I. von Neuhaus (* vor 1254; † nach 1282/vor 29. Dezember 1292), (Witigone), Sohn von Witiko I. von Neuhaus (vor 1223–nach 1259) und N.N. (–)
D5. [II] Agnes, urkundlich 10. April 1298, († nach 10. April 1298); ⚭ (ab 1260) Graf Heinrich von Pfannberg, (* vor 1241; † 24. Juli 1282), Sohn von Graf Ulrich II. (–1249) und Gräfin N.N.von Lebenau (–)
C3. Heinrich II., Abt von Kremsmünster, urkundlich 1220 bis 1247, († 3. April (1247)),
B6. [II] Adelheid, († 6. Januar ....); ⚭ (vor 1170) Graf Heinrich II. von Lechsgemünd-Frontenhausen, († 26. Januar (1208)), Sohn von Graf Heinrich I. von Lechsgemünd und Frontenhausen, Stifter des Klosters Kaisheim (1135), (–1142) und Liukard N.N. (–)
A2. Heinrich, († nach 1152)
A3. Meginhalm, († nach 1152)
A4. Emma, († nach 1178); ⚭ (vor 1132) Graf Wolfrad I. von Treffen, Graf von Altshausen (1125 und 1130), Vogt von Isny (1168–1171), († um 1171), Sohn von Ulrich (– 3. Februar (vor 1120)) und N.N.
B1. Graf Wolfrad II. von Treffen
C1. Ulrich II. von Treffen, 1161–1181 Patriarch von Aquileia, † 1182. Auch unter den Namen Ulrich II. von Aquileia und von Abensberg
C2. Willibirg, erwähnt: 1178; † vor 1212; ⚭ mit Graf Heinrich von Lechsgmünd, *1168, † vor 1212, ohne Nachkommen.

## Weitere Besitzungen
- Finkenegg
- Neudorf
- Oberhausen
- Pielach
- Rohr
- Sooß
- Sankt Georgen an der Stiefing
- Schwarzenau
- Orth an der Donau
- Schrems

## Verwandte Themen
- Der Wallfahrtsort Maria Plain mit Kloster liegt auf dem Plainberg am Stadtrand Salzburgs.
- Die Gemeinde Plainfeld geht vermutlich nicht auf die Plainer zurück.